# Dictynomorpha
Dictynomorpha es un género de arañas araneomorfas de la familia Dictynidae. Se encuentra en el Sur de Asia y Asia central.

## Lista de especies
Según The World Spider Catalog 12.0:
- Dictynomorpha bedeshai (Tikader, 1966)
- Dictynomorpha marakata (Sherriffs, 1927)
- Dictynomorpha smaragdula (Simon, 1905)
- Dictynomorpha strandi Spassky, 1939